# Spitfire (skaband)

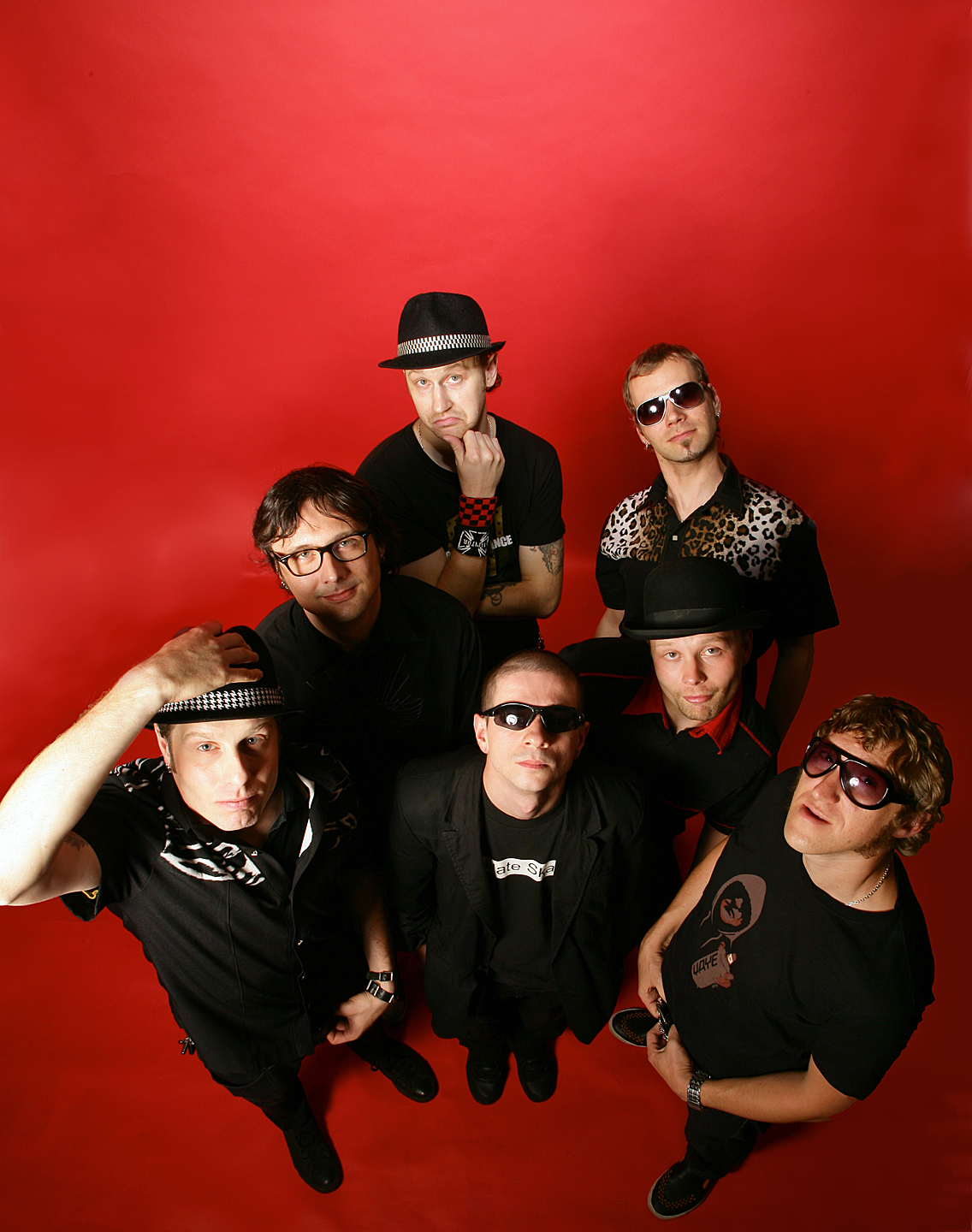
Spitfire

Spitfire är ett skaband från Sankt Petersburg i Ryssland.
Bandet bildades som en garagerocktrio 1993.